# Trillefløjte
En trillefløjte er et blæseinstrument, hvilket er den overordnede betegnelse for fløjter. Trillefløjten er udstyret med en kugle i det hulrum der findes inde i fløjten. Når man puster ind i trillefløjten, høres en høj tone, som starter og stopper mange gange på et sekund.